# Route nationale 94 (Estonie)
Pour les articles homonymes, voir Route nationale 94.
La route nationale 94 (Tugimaantee 94) est une route nationale estonienne reliant Liivamäe à Muuga. Elle mesure 3,4 km.

## Tracé
- Comté de Harju
  - Liivamäe
  - Maardu
  - Muuga